# جون هاغي
جون تشارلز هاغي (من مواليد 12 أبريل 1940) هو قس ومبشر تلفزيوني إنجيلي ومؤلف وناشط سياسي أمريكي. راعي كنيسة كورنرستون في تكساس في الولايات المتحدة الأمريكية،
أسس جماعة جون هاغي مينيستريس، التي تبث برامجها إلى الولايات المتحدة وكندا. يعد أحد أبرز الصهاينة المسيحيين في أمريكا. حصل على جائزة "الإنساني لهذا العام" من مجلس بناي بريث في سان أنطونيو . منحت المنظمة الصهيونية الأمريكية هاجي جائزة الخدمة وجائزة إسرائيل. كتب عدة مؤلفات عن الصهيونية المسيحية يُعد كتاب "الفجر الأخير فوق القدس" واحدًا من كتاباته الرئيسية عن الصهيونية المسيحية. وكتاب أخر صدر بعنوان العد التنازلي للقدس: مقدمة للحرب، يشرح هاغي موضوع الحرب العالمية ضد الإسلام والمسلمين الذي يدعو المسيحيين واليهود إلى شنها بشكل مشترك، بحجة أن هذا هو بالضبط ما يريد يسوع أن يحدث قبل مجيئه الثاني.
للقس هاغي آراء مثيرة للجدل بسبب تعليقاته حول الكنيسة الكاثوليكية والشعب اليهودي وكراهية الإسلام والمسلمين، والترويج لنبوة القمر الدموي. وهو أيضًا مؤسس ورئيس المنظمة المسيحية الصهيونية مسيحيون متحدون من أجل إسرائيل، وهي مجموعة ضغط مؤيدة لإسرائيل مصممة بمثابة نسخة مسيحية من لجنة الشؤون العامة الأمريكية الإسرائيلية ذات الأغلبية اليهودية. ترتبط سياسات هاغي المؤيدة لإسرائيل بمعتقداته اللاهوتية، يعتقد أيضًا أن إسرائيل الموضحة في الكتاب المقدس العبري مرادفة للدولة القومية الحديثة التي تحمل الاسم نفسه.
بالإضافة إلى الاعتقاد بأن تأسيس إسرائيل عام 1948 كان تحقيقًا لنبوءة الكتاب المقدس التي ستؤدي إلى عودة يسوع خلال حياته، يؤكد هاغي أن الله لديه عهد غير منقطع مع إسرائيل واليهود بشكل عام. بالإضافة إلى الوعظ حول هذه المواضيع والمواضيع ذات الصلة بشكل منتظم، فقد قام أيضًا بتوثيقها في كتبه المنشورة، والتي يركز الكثير منها بشكل واضح على إسرائيل، ونبوءات الكتاب المقدس، نهاية الزمان، وعودة يسوع.

## نشأته
ولد جون هاغي في باي تاون، تكساس في 12 أبريل 1940. في غوس كريك، تكساس، لعائلة من الدعاة. أسس والده، ويليام بيثيل هاغي، تجمعات جمعيات الله في تشانفيو وهيوستن، تكساس، قبل أن يعمل كقس لجمعية الله في شركة غلاد تيدينغز في كوربوس كريستي، تكساس حتى وفاته في عام 1988. وصف تربيته بأنها تربية دينية بحتة. ادعي أنه كان متناقضًا بشأن مشاركته في الكنيسة خارج نطاق الالتزام العائلي عندما كان مراهقًا، بسبب شغفه الذي يكمن في حب الرياضة حيث كان قائدًا لفريق كرة القدم في المدرسة الثانوية على الرغم من رفض والده للرياضة، يقول إنه خطط لعدم العودة إلى الكنيسة أبدًا بمجرد أن يتمكن من مغادرة المنزل، مثل العديد من الوعاظ من ذوي قناعاته اللاهوتية، يذكر جون هاغي أن "الرب دعاه للتبشير"، ولذلك قرر أن يبدأ جماعته الخاصة.
درس في جامعة المسيحية محافل الرب الجنوبية الغربية في واكساهاتشي، تكساس، وحصل على بكالوريوس العلوم، ثم درس في جامعة ترينيتي وحصل على بكالوريوس العلوم الثاني. كما درس في جامعة شمال تكساس في الإدارة التربوية وحصل على درجة الماجستير عام 1966.

## نشاطه الديني والاجتماعي

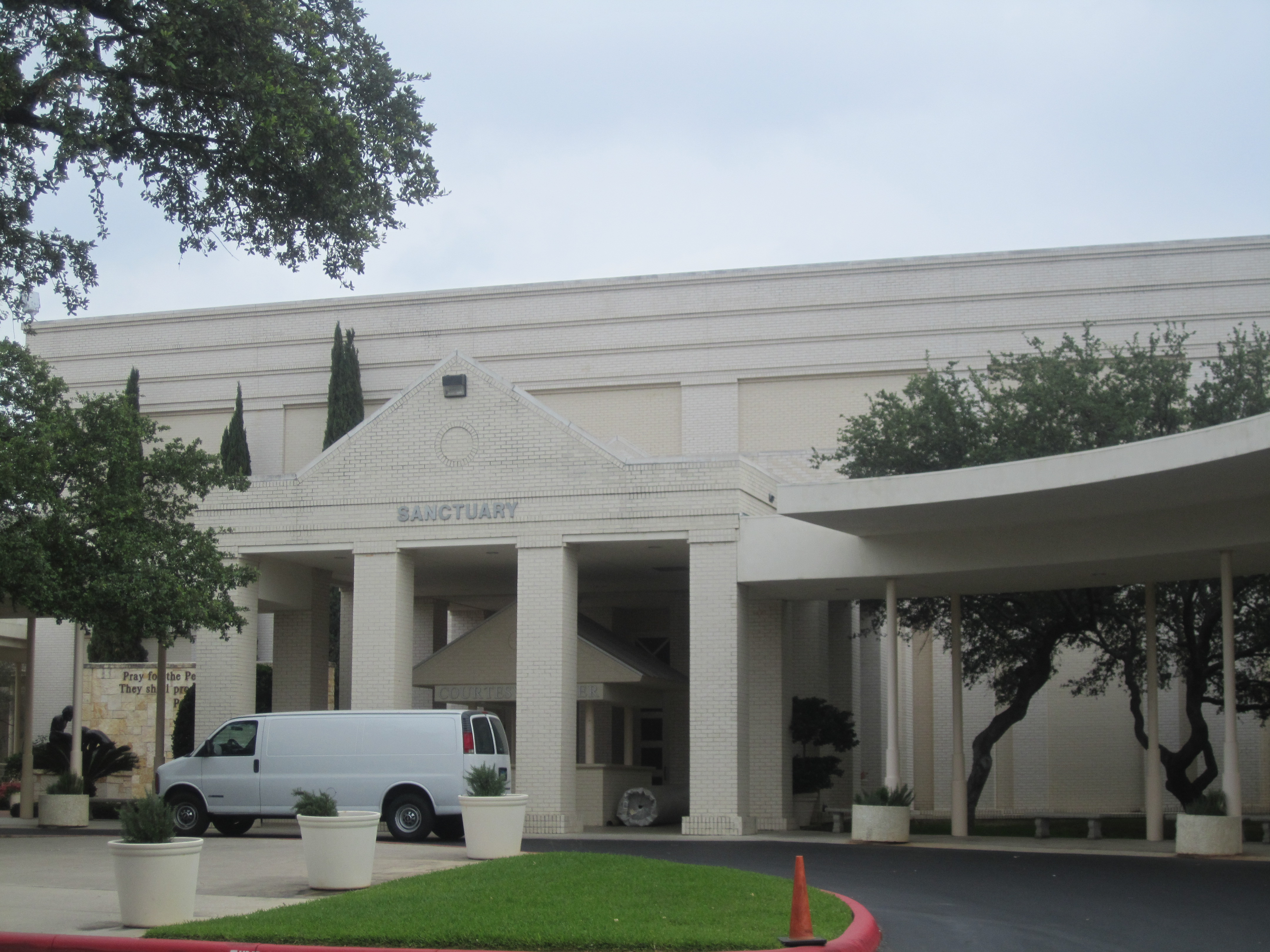
Cornerstone Church

أسس هاغي كنيسة الثالوث في سان أنطونيو، تكساس في عام 1966، وبعد ما يقرب من عقد من الزمن ، في مايو 1975، استقال هاجي من دوره كقسيس كبير لكنيسة الثالوث، في نفس العام، أسس جماعة جديدة، كنيسة الثالوث الثانية عام 1975، وفي عام 1976 تزوج من ديانا هاجي، وفي عام 1987 أنشأ الزوجان ما يُعرف بكنيسة كورنرستون، والتي تضم أكثر من 22 ألف عضو نشط. تبنت الكنيسة معتقدات خمسينية، بما في ذلك الحرفية الكتابية، والتكلم بألسنة، والشفاء الإلهي، وإنجيل الرخاء، والمعارضة المطلقة للإجهاض. ابتداءً من عام 1981 في سان أنطونيو، في أعقاب عملية الأوبرا، نظم هاغي فعاليات "ليلة لتكريم إسرائيل" تهدف إلى إظهار الدعم لدولة إسرائيل.
بدء هاغي ناشطًا سياسيًا عام 1968، عندما أيد الديمقراطي جورج والاس في محاولته للرئاسة. وشملت دعوته تنظيم وتعبئة حركة شبابية تسمى "شباب والاس". تحدث هاغي نيابة عن المرشح الرئاسي الجمهوري آلان كيز في عام 1996، الذي خسر انتخابات مجلس الشيوخ الأمريكي في إلينوي أمام باراك أوباما عام 2004، أيد هاغي ممثل الولاية المحافظ جون شيلدز في محاولة الأخير غير الناجحة لخوض الانتخابات التمهيدية للحزب الجمهوري لمقعد المنطقة 25 في مجلس شيوخ تكساس عام 2002. أطلق هاغي على منافس شيلدز، جيف وينتورث، لقب "الأكثر تأييدًا للإجهاض" من بين 181 مشرعًا في مجلسي الهيئة التشريعية في تكساس.
في 7 فبراير 2006، قام هاغي ونحو 400 زعيم من مختلف الطوائف المسيحية واليهودية بتشكيل مسيحيين متحدين من أجل إسرائيل (CUFI). هذا الضغط على أعضاء الكونجرس الأمريكي، باستخدام موقف كتابي لتعزيز الصهيونية المسيحية. وفي ذلك الوقت تلقى تهديدات بالقتل بسبب نشاطه لصالح دولة إسرائيل وقام بتعيين حراس شخصيين لحمايته.
في عام 2008، أيد السيناتور جون ماكين في المنافسة الرئاسية ضد باراك أوباما. بعد تأييد لماكين، نشأت ضجة حول التصريحات التي أدلى بها والتي اعتبرها البعض معادية للكاثوليكية ومعادية للسامية. بعد تصريحات هاجي، نأى جون ماكين بنفسه علنًا عن هاغي.
وكان هاغي مصدر التمويل الأساسي للجماعة الصهيونية الإسرائيلية إن أردتم، حتى قطع العلاقات مع المنظمة في عام 2013. وهو أيضًا مناهض للإجهاض وتوقف عن إعطاء الأموال لمركز هداسا الطبي الإسرائيلي عندما بدأ تقديم إجراء الاجهاض.
في عام 2016، أيد هاغي دونالد ترامب في الانتخابات الرئاسية لعام 2016.